# Tuckerella flabellifera
Tuckerella flabellifera är en spindeldjursart som beskrevs av Miller 1964. Tuckerella flabellifera ingår i släktet Tuckerella och familjen Tuckerellidae. Inga underarter finns listade i Catalogue of Life.